# سيلفيا موراليس
سيلفيا موراليس (بالإنجليزية: Sylvia Morales)‏ هي مخرجة أمريكية، ولدت في 1943 في فينيكس في الولايات المتحدة.

## وصلات خارجية
- سيلفيا موراليس على موقع IMDb (الإنجليزية)